# Puchauer Kultur
Die Puchauer Kultur (auch Púchov-Kultur genannt) ist eine eisenzeitliche archäologische Kultur, die nach dem Fundort bei Púchov-Skalka in der Slowakei benannt ist.  Hauptsächliches Verbreitungsgebiet war die Nord- und Zentralslowakei zwischen dem 2. und 1. Jahrhundert v. Chr. mit Einflüssen auf die umgebenden Regionen. Einige halten die Träger dieser Kultur für die keltischen Cotini. Wahrscheinlicher ist jedoch, dass es sich dabei um Markomannen oder Quaden handelt.
Die Puchauer Kultur entwickelte sich aus der suebischen Lausitzer Kultur heraus. Siedlungen waren auf sanften Hügeln in Flussnähe angelegt. Das größte bekannte religiöse, ökonomische und politische Zentrum der Puchauer Kultur ist die Wallburg von Havránok, die durch die Überreste von Menschenopfern bekannt wurde. Durch die Expansion der dakischen und germanischen Stämme wurde die Puchauer Kultur verdrängt und assimiliert.